# Kot Bajun

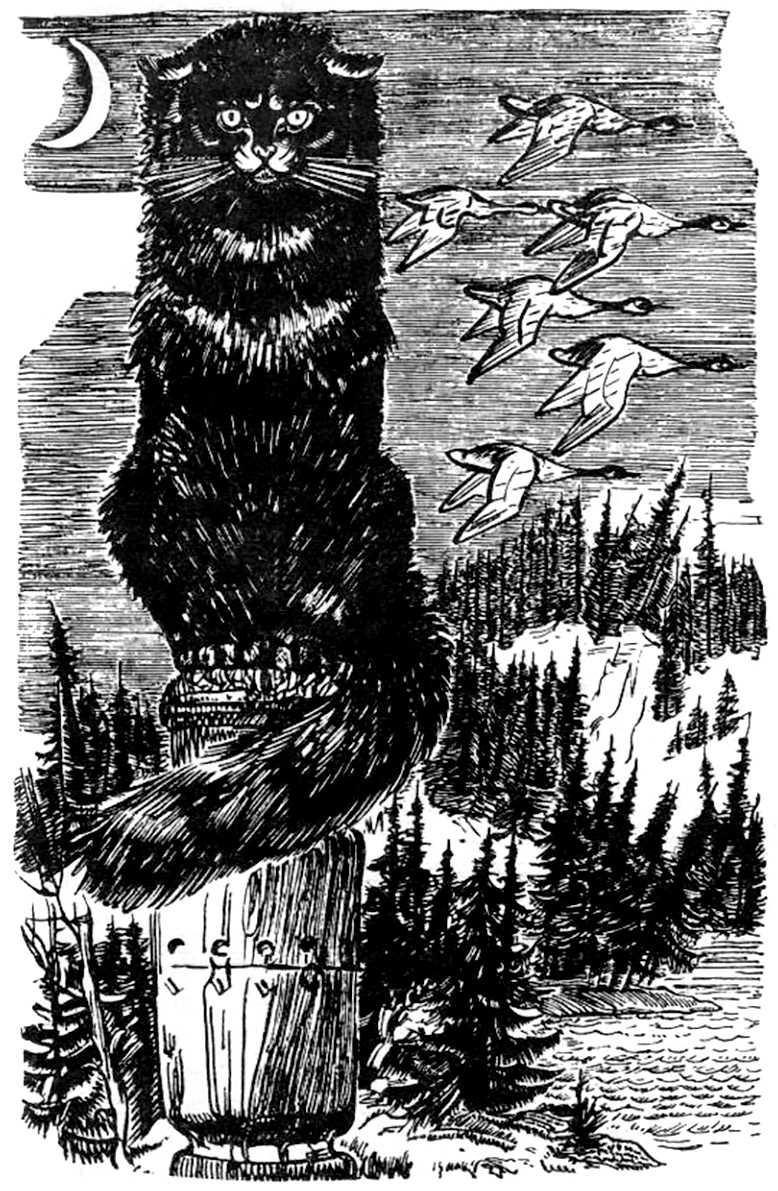
Ilustracja K. Kozniecowa z kolekcji "Русские народные сказки"

Kot Bajun (ros. Кот Баюн) – legendarny wielki kot, żyjący wśród wysokich drzew w lasach na Syberii.
Jest wielki i silny, pazurami może zniszczyć każdy pancerz. Nucąc melodię powoduje senność wśród ludzi. Jego imię pochodzi od rosyjskiego słowa баюкать, które oznacza „usypiać”. Najbardziej znaną opowiastką o Kocie Bajunie jest Ojciec chrzestny Naúm, gdzie to car Andrzej nakazuje przyprowadzenie do pałacu ojca Kota Bajuna. Jego upolowanie udaje się dzięki kontrzaklęciu, które spowodowało sen u zwierzęcia. Często w rosyjskich legendach pokazuje się Bajuna jako kota Baby Jagi, jako zwierzęcia panującego nad wilkami i niedźwiedziami. Mężczyźni mieli do niego większy respekt niż kobiety.

## Źródła
- Rosyjskie bajki ludowe, Гослитиздат, Moskwa, 1957
- Nasiona dobroci: rosyjskie opowiadania i przysłowia ludowe, Szuwałow Illinois 1988